# Włodzimierz Koczur
Włodzimierz Maciej Koczur (ur. 24 lutego 1942 w Łazach, zm. 10 maja 2020 w Zawierciu) – polski inżynier elektryk, kolejarz, polityk, poseł na Sejm PRL IX kadencji.

## Życiorys
Był synem Zygmunta i Władysławy. W 1968 został absolwentem Wydziału Elektrycznego Politechniki Śląskiej i wstąpił do Polskiej Zjednoczonej Partii Robotniczej. Od tego samego roku był zatrudniony w Polskich Kolejach Państwowych, początkowo w Łazach, następnie od 1970 w Śląskiej Dyrekcji Okręgowej Kolei Państwowych w Katowicach, ostatnio na etacie starszego kontrolera Zarządu Trakcji. Był przewodniczącym Federacji Związków Zawodowych Pracowników PKP (1984–1991). Działał w Ogólnopolskim Porozumieniu Związków Zawodowych, był członkiem Rady OPZZ w latach 1984–1986.
W latach 1985–1989 pełnił mandat posła na Sejm PRL IX kadencji w okręgu Sosnowiec z ramienia PZPR. Zasiadał w Komisji Polityki Społecznej, Zdrowia i Kultury Fizycznej. Był także członkiem Zespołu Posłów Związkowych.
Pochowany na cmentarzu parafii NSPJ i NMP Wspomożycielki Wiernych w Wysokiej. 